# Southington
Southington är en kommun (town) i Hartford County i delstaten Connecticut, USA med cirka 39 728 invånare (2000). Den har enligt United States Census Bureau en area på totalt 94,8 km² varav 1,6 km² är vatten.